# Крик тишины (За гранью возможного)
«Крик тишины» (англ. The Outer Limits: Cry of Silence) — телефильм, 6 серия 2 сезона телесериала «За гранью возможного» 1963—1965 годов.

## Вступление
В недалеком будущем голос человека вторгнется в те неизвестные глубины пространства, которое пока еще мы не можем даже вообразить. В его собственном мире нет таких мест, которые находятся вне досягаемости его голоса. Его соседом больше не является только ближайший к нему человек, но также и тот, кто находится на другом конце провода. И все это началось, когда доисторический человек открыл искусство общения…

## Сюжет
Муж и жена, городские жители, путешествуют на машине по сельской местности. Они поворачивают на дорогу в таинственную долину, где их автомобиль врезается в скалу и ломается. После того, как пара оставляет свой автомобиль, с женой происходит небольшой несчастный случай — она скатывается под гору и зарабатывает вывих лодыжки. Когда же муж достигает её, они понимают, что их преследует перекати-поле, которое одержимо некоторой формой энергии. Сначала они пытаются держать перекати-поле в страхе с помощью огня, но скоро у них заканчиваются дрова.
В это время пару спасает ненормальный фермер по имени Ламонт, который объясняет, что вещи в долине взбесились с тех пор, как «летающая тарелка» приземлилась за две недели до настоящих событий, приведя его ферму в запустение. Ламонт говорит им, что остался здесь из любопытства, однако теперь ожившие сорняки, деревья и скалы не позволят ему уехать. Все трое пробиваются в дом Ламонта, где они проводят ночь, окруженные вначале перекати-полем, а затем и тысячами лягушек. Наступает утро, люди без проблем идут назад к автомобилю, но только для того, чтобы подвергнуться нападению оживших скал, как только они добираются туда. Одна скала убивает Ламонта. Муж и жена убегают обратно в дом, где муж наконец решает, что единственный способ, с помощью которого они должны когда-либо уехать, состоит в том, чтобы попытаться общаться с тем, кто стоит за всеми ожившими тварями.

## Заключительная фраза
«И свет воссияет в темноте, и тьма не постигнет его». Голос человека исследует безразмерный диапазон пространства, ища ответ. Но если ответ придет, услышит ли человек его? Будет ли он его слушать? Будет ли он его постигать?